# Misasa
Misasa (三朝町?) è una cittadina giapponese della prefettura di Tottori.